# Trichopetalum
Genre
Synonymes
- Endocoma Raf.
- Bottionea  Colla

Le genre Trichopetalum  est un genre de plantes à fleurs bulbeuses de la famille des Asparagacées, sous-famille des Lomandroideae, originaire du cône sud de l'Amérique latine. Le genre Trichopetalum compte 2 espèces répertoriées.

## Répartition et habitat
Le genre est réparti principalement au centre du Chili et dans le sud et l’ouest de l'Argentine.

## Taxinomie
Le genre Trichopetalum  a été décrit par Lindley, publié en 1832 dans Edwards's Bot. Reg. 18: t. 1535.

## Espèces
Selon la 'World Checklist of Selected Plant Families, 2 espèces sont acceptées:
- Trichopetalum chosmalensis Guagl. & Belgrano
- Trichopetalum plumosum (Ruiz & Pav.) J.F.Macbr.